# Slowenische Meisterschaften im Biathlon 2010
Die Slowenischen Meisterschaften im Biathlon fanden am 3. Januar 2010 in Pokljuka für Frauen und Männer in einem Massenstart-Wettbewerb statt.

## Frauen
| Platz | Starter                  | Verein                     | Zeit  | Schießfehler |
| ----- | ------------------------ | -------------------------- | ----- | ------------ |
| 1     | Teja Gregorin            | ŠD Nika Ihan               |       |              |
| 2     | Tadeja Brankovič-Likozar | TSK Merkur Kranj           | +1:24 | 3            |
| 3     | Dijana Grudiček-Ravnikar | TSK Jub Dob Prii Ljubljani |       | 0            |

Datum: 3. Januar 2010

## Männer
| Platz | Starter      | Verein                | Zeit | Schießfehler |
| ----- | ------------ | --------------------- | ---- | ------------ |
| 1     | Klemen Bauer | SK Ihan               |      | 3            |
| 2     | Janez Marič  | SK Bled               | +22  | 4            |
| 3     | Vasja Rupnik | TSK Valkarton Logatec |      | 7            |

Datum: 3. Januar 2010